# Sainte-Gemme-en-Sancerrois
Sainte-Gemme-en-Sancerrois is een gemeente in het Franse departement Cher (regio Centre-Val de Loire) en telt 385 inwoners (2004). De plaats maakt deel uit van het arrondissement Bourges.

## Geografie
De oppervlakte van Sainte-Gemme-en-Sancerrois bedraagt 14,8 km², de bevolkingsdichtheid is 26,0 inwoners per km².
De onderstaande kaart toont de ligging van Sainte-Gemme-en-Sancerrois met de belangrijkste infrastructuur en aangrenzende gemeenten.

## Demografie
Onderstaande figuur toont het verloop van het inwonertal (bron: INSEE-tellingen).

1. ↑  Populations de référence 2022.